# Hortolândia

Hortolândia este un oraș în São Paulo (SP), Brazilia.